# Rm9sbG93ZXJz (Цілком таємно)
Rm9sbG93ZXJz (англ. Rm9sbG93ZXJz) — 7-й епізод одинадцятого сезону серіалу «Цілком таємно». Прем'єра в мережі «Фокс» відбулася 28 лютого 2018 року. Під час початкового ефіру в США його переглянули 3.23 мільйона глядачів.

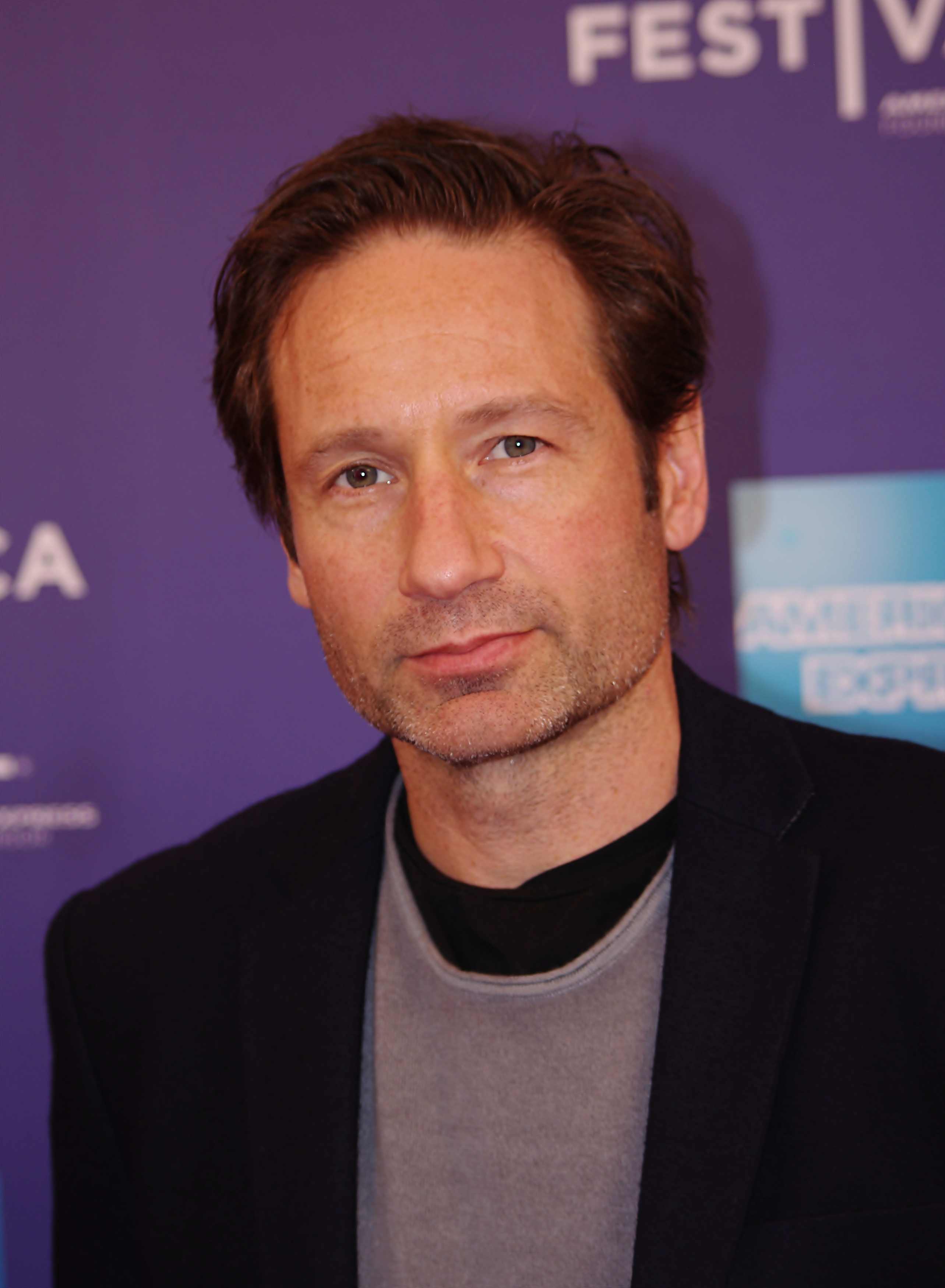

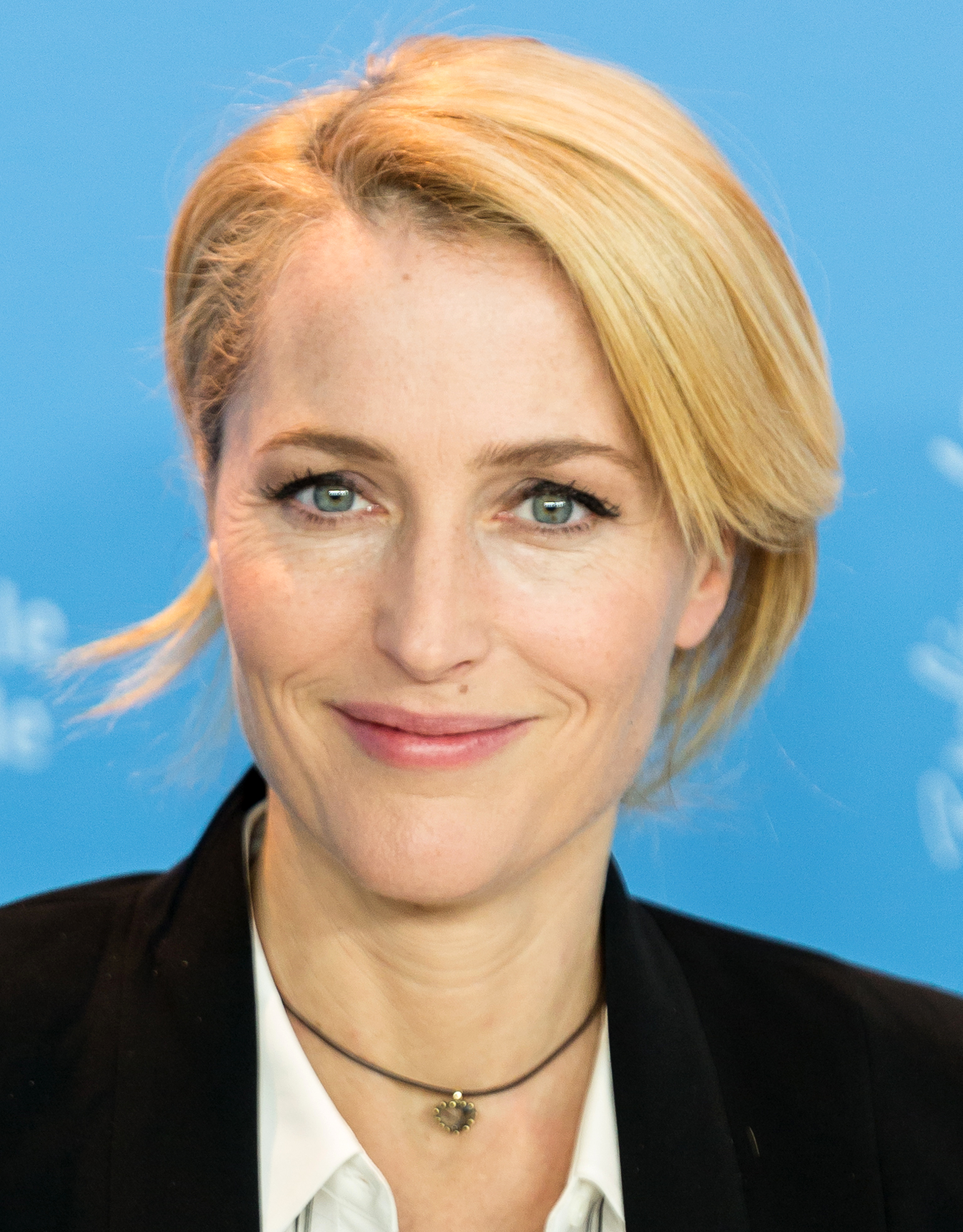

У світі постійно зростаючої автоматизації та штучного інтелекту Малдер і Скаллі виявляються мішенями у смертельній грі в кішки-мишки.

## Зміст
Rm9sbG93ZXJz
Малдер та Скаллі вечеряють у повністю автоматизованому суші-барі. Малдер робить замовлення по «Microsoft» та отримує нерозроблену тушку «риби-краплі». Скаллі куштує своє замовлення і використовує палички для їжі. Фокс намагається повернути свою страву на кухню, але виявляється, що кухарі — машини. Він оплачує страву, але відмовляється дати чайові, після чого його кредитку фізично блокує автомат. Намагаючись повернути картку, Малдер ударяє по комп'ютеру і двері ресторану раптово блокуються. Агенти залишають будинок, зламавши замок. Скаллі підбирає безпілотне таксі, комп'ютер якого поводиться ненормально, перевищуючи допустиму швидкість, але все ж таки привозить її додому. Малдер їде додому своїм авто, проте навігатор приводить його назад до суші-ресторану. На телефон Фокса приходить сповіщення про те, що ще не пізно залишити чайові. Він добирається до будинку, використовуючи паперову мапу міста.
Вдома кожен із агентів стикається з низкою проблем, пов'язаних із комп'ютерами. Скаллі, отримавши нову покупку у вигляді робота-пилососа, ніяк не може відключити сигналізацію, і її штрафують. Малдер не в змозі додзвонитися до банку. Потім за Фоксом починає стежити дрон з-за вікна, виводячи зображення з камери на його телевізор. Скаллі ж, намучившись із настирливим пилососом, без кінця отримує пропозиції про купівлю тих чи інших товарів та послуг. Малдер збиває набридливий дрон бейсбольною битою, але за збитим прилітають ще три і забирають поламаний апарат. Після чого Малдер виявляє десятки маленьких дронів у себе вдома та рятується втечею. Комп'ютерні системи в будинку Скаллі «божеволіють», що призводить до вибуху газу.
Оповіщення про можливість залишити чайові продовжують надходити на телефон Малдера, який добирається до будинку Скаллі якраз до моменту вибуху. Агенти їдуть, проте розуміють, що за їхніми пересуваннями постійно спостерігають. Вони вирішують викинути всі можливі джерела сигналу (мобільні телефони та іншу електроніку) та ховаються у будівлі фабрики, де їх продовжують переслідувати роботи. Агенти замикаються в кабінеті, де автомат, що несподівано включився, обстрілює їх. Агенти не мають змоги подзвонити на «9-1-1». Кабінет штурмує великий робот, який несподівано повертає телефон Малдера, на якому з'являється фінальна пропозиція залишити чайові, що Малдер і робить в останню секунду, й чотирилапі машини відстають від них. Снідати агенти йдуть у звичайне кафе, де розплачуються паперовими купюрами та відкладають телефони убік, тримаючи один одного за руки.

## Зйомки
За словами Глена Моргана, коли його покликав Кріс Картер, пропонуючи розповісти свою історію, він просто зібрався і приїхав до Ванкувера. Морган надихався фільмами Гонконгу. На думку режисера, мораль епізоду в тому, що небезпекою для людей насамперед є самі люди, а не інопланетні загарбники. Морган розповів, що Джилліан Андерсон не фарбує волосся для своєї ролі, а носить перуку. Незважаючи на те, що Андерсон і Духовни завжди ставили питання про те, як зіграти той чи інший епізод, він завжди залишався задоволеним їхньою роботою. Він також вважає, що незважаючи на вік акторів, хімія між ними так само сильна.
Клок (яка є дружиною Глена Моргана) раніше знімалася в епізоді четвертого сезону «Поле, на якому я помер» Джеймс Вонг зробив подібний епізод для серіалу Космос: Далекі куточки

## Показ і відгуки
«Rm9sbG93ZXJz» отримав дуже позитивні відгуки критиків. На сайті Rotten Tomatoes його схвалення становить 100 % із середнім рейтингом 8,2 з 10 на основі 13 відгуків
Під час початкової трансляції в США 28 лютого 2018 року він отримав 3,23 мільйона глядачів, що менше, ніж у попереднього епізоду — який мав 3,74 мільйона глядачів.
У грудні 2018 року «TV Guide» поставив «Rm9sbG93ZXJz» на 23 місце в списку 25 найкращих телевізійних серій 2018 року, зазначивши, що серія була нагадуванням про те, чим раніше було «Цілком таємнои»: проникливим, жахливим та трохи грайливим".
Станом на жовень 2022 року на сайті «IMDb» серія отримала 8.0 бала підтримки з можливих 10 при 3593 голосах користувачів. Оглядач Мет Фаулер для «IGN» писав так: «Як і в інших сучасних розвагах, Андерсон і Духовни, здавалося, добре проводили час тут. І це проявляється не лише в їхніх виразах та невербальному висловлюванні (оскільки тут було дуже мало діалогу, що додає шарму), але й у їхній міжособистісній теплоті. Давши їм одноразову пригоду, майже без рядків, творилися чудеса.».
В огляді «IndieWire» зазначено так: «Хоча страхи могли бути трохи сильнішими, режисер Гленн Морган і сценаристи Крістен Клоук й Шеннон Гемблін все ж зуміли створити продуману телегодину, зосереджену на персонажах, з великим шармом. Наступного разу, коли ви подивитеся на свій телефон, то можете подумати двічі.» Оглядач Кріс Лонго для «Den of Geek» зазначав так: "«„Rm9sbG93ZXJz“ якимось чином знайшов новий тон для серіалу після понад 200 епізодів. При цьому він все ще зберігав почуття гумору перед лицем необхідності. Формула, яка підняла стільки епізодів серіалу, що вийшли до нього.»

## Знімалися
| Актор             | Роль              |
| ----------------- | ----------------- |
| Девід Духовни     | Фокс Малдер       |
| Джилліан Андерсон | Дейна Скаллі      |
| Метт Корбой       | Науковець (голос) |
| Крістен Клоук     | Венді             |